# Saint-Dier-d'Auvergne
Saint-Dier-d'Auvergne (Sant Dièir en occitan) est une commune française, située dans le département du Puy-de-Dôme en région Auvergne-Rhône-Alpes.

## Géographie

### Localisation
Saint-Dier-d'Auvergne est située dans les monts du Livradois, à l'est du département du Puy-de-Dôme, à l'extrémité orientale de l'arrondissement de Clermont-Ferrand, dont son chef-lieu est situé à 32,8 km à l'est-sud-est.

#### Lieux-dits et écarts
L'Alligier, l'Ardialleix, Barbetoux, Barbigier, Bel-Air, le Best, Boissardon, Boissonnelle, le Bourg, les Bourriers, les Bravards, Chalusson, Chantemerle, Clairmatin, les Combes, la Côte, la Couleyre, le Crohet, la Croix du Best, Cublas (à cheval sur la commune de Saint-Flour), l'Echalier, les Graveyroux, les Gravières (à cheval sur la commune d'Estandeuil), Heurs, Ischamp (à cheval sur la commune de Saint-Jean-des-Ollières), Lachamp, Lafarge, Laire, Lévec, Leyrette, les Loyes, les Martinanches (château), Murat, Paravesse, les Paroisses (à cheval sur la commune de Saint-Jean-des-Ollières) le Pirou, Planavel, Pontlatout, les Pradeaux, Puycuberte, les Ramades, la Ripodie, la Roche, Rolandon, les Ronles, le Sault, les Serves, la Terrasse, Terre-Rouge, le Theil, la Valade, Vallet, les Vallons, le Vignal.

#### Communes limitrophes
Saint-Dier-d'Auvergne jouxte sept communes : six de l'ancien canton de Saint-Dier-d'Auvergne (Ceilloux, Domaize, Estandeuil, Saint-Flour-l'Étang, Saint-Jean-des-Ollières et Trézioux) et une de l'ancien canton de Cunlhat (arrondissement d'Ambert) : Auzelles.
Celles-ci sont représentées géographiquement de la manière suivante :
|                         | Trézioux              | Saint-Flour-l'Étang |
| Estandeuil              | Saint-Dier-d'Auvergne | Domaize             |
| Saint-Jean-des-Ollières | Auzelles              | Ceilloux            |

### Hydrographie
Le Miodet, rivière prenant sa source dans le bois de Mauchet (près de Saint-Éloy-la-Glacière) le traverse. Elle se jette dans la Dore quelques kilomètres avant Courpière.

### Voies de communication et transports
Saint-Dier-d'Auvergne est traversée par la route départementale 997 (ancienne route nationale 497) reliant Billom et Clermont-Ferrand au nord-ouest et Ambert au sud-est, ainsi que par la RD 58 reliant le centre-bourg à Saint-Flour et à Courpière au nord-est, ainsi que vers Saint-Jean-des-Ollières et Brousse au sud.
Le territoire communal est également desservi par les routes départementales 65 (vers Domaize et Cunlhat), 305 (vers Trézioux) et 338 (vers Estandeuil).

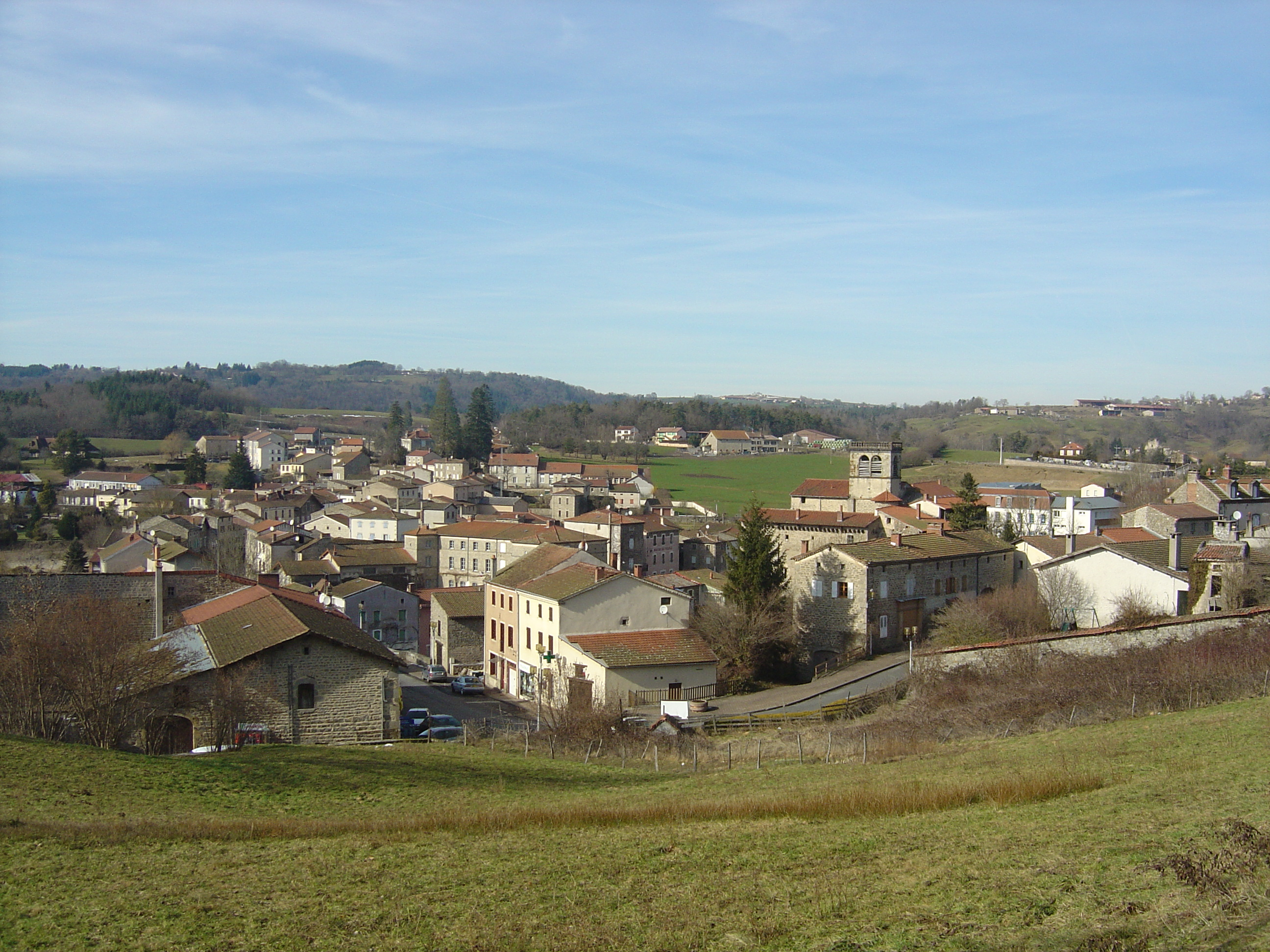
Vue générale de Saint-Dier d'Auvergne.

### Climat
Pour des articles plus généraux, voir Climat d'Auvergne-Rhône-Alpes et Climat du Puy-de-Dôme.
En 2010, le climat de la commune est de type climat des marges montargnardes, selon une étude du Centre national de la recherche scientifique s'appuyant sur une série de données couvrant la période 1971-2000. En 2020, Météo-France publie une typologie des climats de la France métropolitaine dans laquelle la commune est exposée à un climat de montagne ou de marges de montagne et est dans la région climatique Nord-est du Massif Central, caractérisée par une pluviométrie annuelle de 800 à 1 200 mm, bien répartie dans l’année.
Pour la période 1971-2000, la température annuelle moyenne est de 10,9 °C, avec une amplitude thermique annuelle de 16,5 °C. Le cumul annuel moyen de précipitations est de 844 mm, avec 9,3 jours de précipitations en janvier et 7,2 jours en juillet. Pour la période 1991-2020, la température moyenne annuelle observée sur la station météorologique de Météo-France la plus proche, « Fayet-le-Château », sur la commune de Fayet-le-Château à 5 km à vol d'oiseau, est de 11,2 °C et le cumul annuel moyen de précipitations est de 889,9 mm,. Pour l'avenir, les paramètres climatiques de la commune estimés pour 2050 selon différents scénarios d'émission de gaz à effet de serre sont consultables sur un site dédié publié par Météo-France en novembre 2022.

## Urbanisme

### Typologie
Au 1er janvier 2024, Saint-Dier-d'Auvergne est catégorisée commune rurale à habitat très dispersé, selon la nouvelle grille communale de densité à sept niveaux définie par l'Insee en 2022.
Elle est située hors unité urbaine et hors attraction des villes,.

### Occupation des sols
L'occupation des sols de la commune, telle qu'elle ressort de la base de données européenne d’occupation biophysique des sols Corine Land Cover (CLC), est marquée par l'importance des territoires agricoles (66,6 % en 2018), une proportion identique à celle de 1990 (66,6 %). La répartition détaillée en 2018 est la suivante : prairies (54,1 %), forêts (32 %), zones agricoles hétérogènes (12,5 %), zones urbanisées (1,4 %). L'évolution de l’occupation des sols de la commune et de ses infrastructures peut être observée sur les différentes représentations cartographiques du territoire : la carte de Cassini (XVIIIe siècle), la carte d'état-major (1820-1866) et les cartes ou photos aériennes de l'IGN pour la période actuelle (1950 à aujourd'hui).

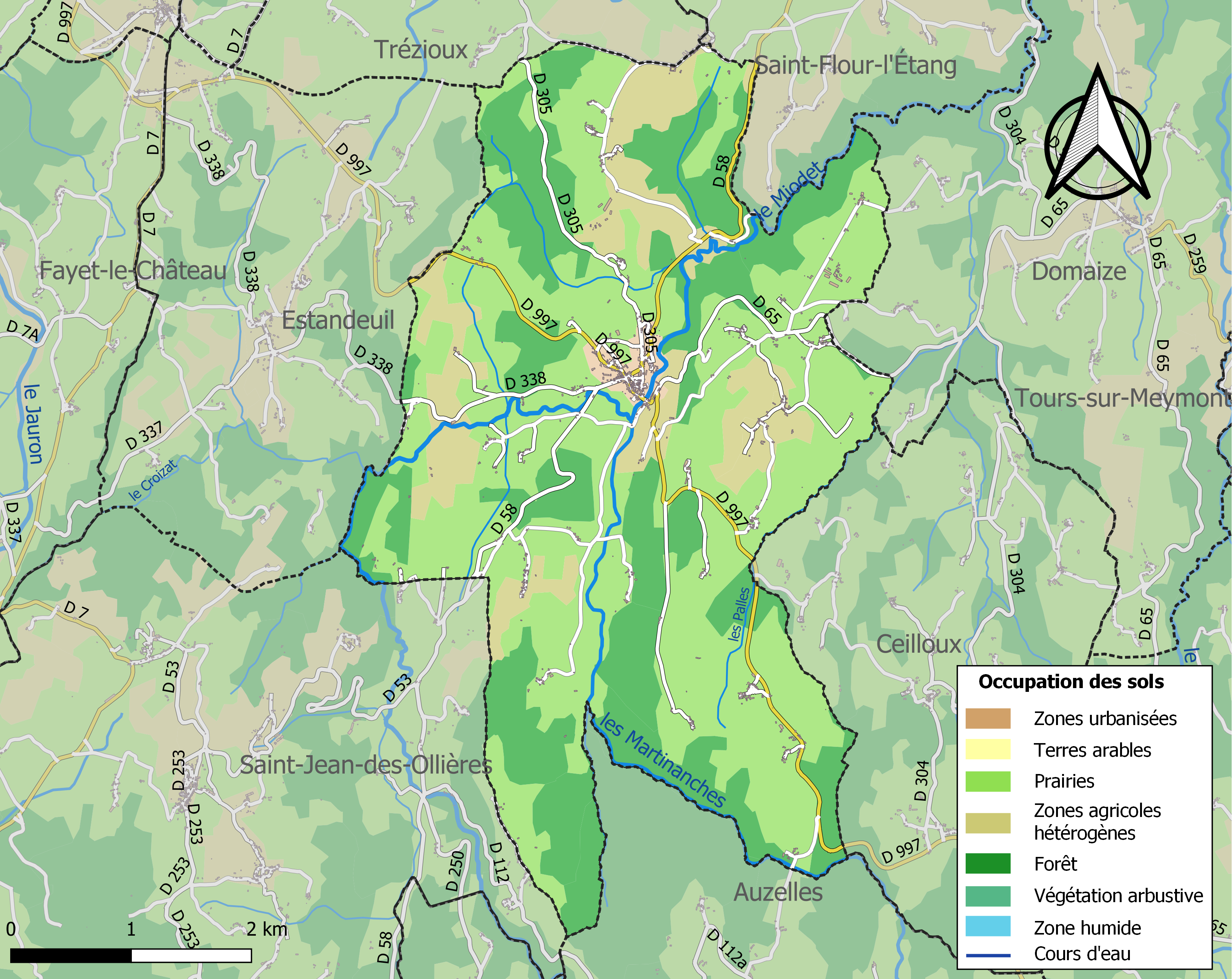
Carte des infrastructures et de l'occupation des sols de la commune en 2018 (CLC).

## Toponymie
L'actuelle dénomination a été officialisée le 2 avril 1961 (décret du 27 mars 1961, paru au Journal Officiel le 1er avril 1961). Auparavant, la commune était appelée Saint-Dier (toujours utilisée dans le langage courant).
Il existe souvent des confusions avec Saint-Dié-des-Vosges (couramment dénommée Saint-Dié) et Saint-Dizier (Haute-Marne), Saint-Dyé-sur-Loire (Loir-et-Cher), Die (Drôme) ou Saint-Diéry (Puy-de-Dôme).

## Histoire
Au cours de la période révolutionnaire de la Convention nationale (1792-1795), la commune a porté le nom de Pont-Libre.

## Politique et administration

### Découpage territorial
La commune de Saint-Dier-d'Auvergne est membre de la communauté de communes Billom Communauté, un établissement public de coopération intercommunale (EPCI) à fiscalité propre créé le 1er janvier 2017 dont le siège est à Billom. Ce dernier est par ailleurs membre d'autres groupements intercommunaux.
Sur le plan administratif, elle est rattachée à l'arrondissement de Clermont-Ferrand, à la circonscription administrative de l'État du Puy-de-Dôme et à la région Auvergne-Rhône-Alpes. Elle était chef-lieu de canton de 1801 (canton de Saint-Dier puis canton de Saint-Dier-d'Auvergne en 1961) à mars 2015.
Sur le plan électoral, elle dépend du canton de Billom pour l'élection des conseillers départementaux, depuis le redécoupage cantonal de 2014 entré en vigueur en 2015, et de la cinquième circonscription du Puy-de-Dôme pour les élections législatives, depuis le dernier découpage électoral de 2010.

### Élections municipales et communautaires

#### Élections de 2020
Le conseil municipal de Saint-Dier-d'Auvergne, commune de moins de 1 000 habitants, est élu au scrutin majoritaire plurinominal à deux tours avec candidatures isolées ou groupées et possibilité de panachage. Compte tenu de la population communale, le nombre de sièges à pourvoir lors des élections municipales de 2020 est de 15. Sur les vingt-six candidats en lice, quinze sont élus dès le premier tour, le 15 mars 2020, avec un taux de participation de 71,52 %.

#### Chronologie des maires

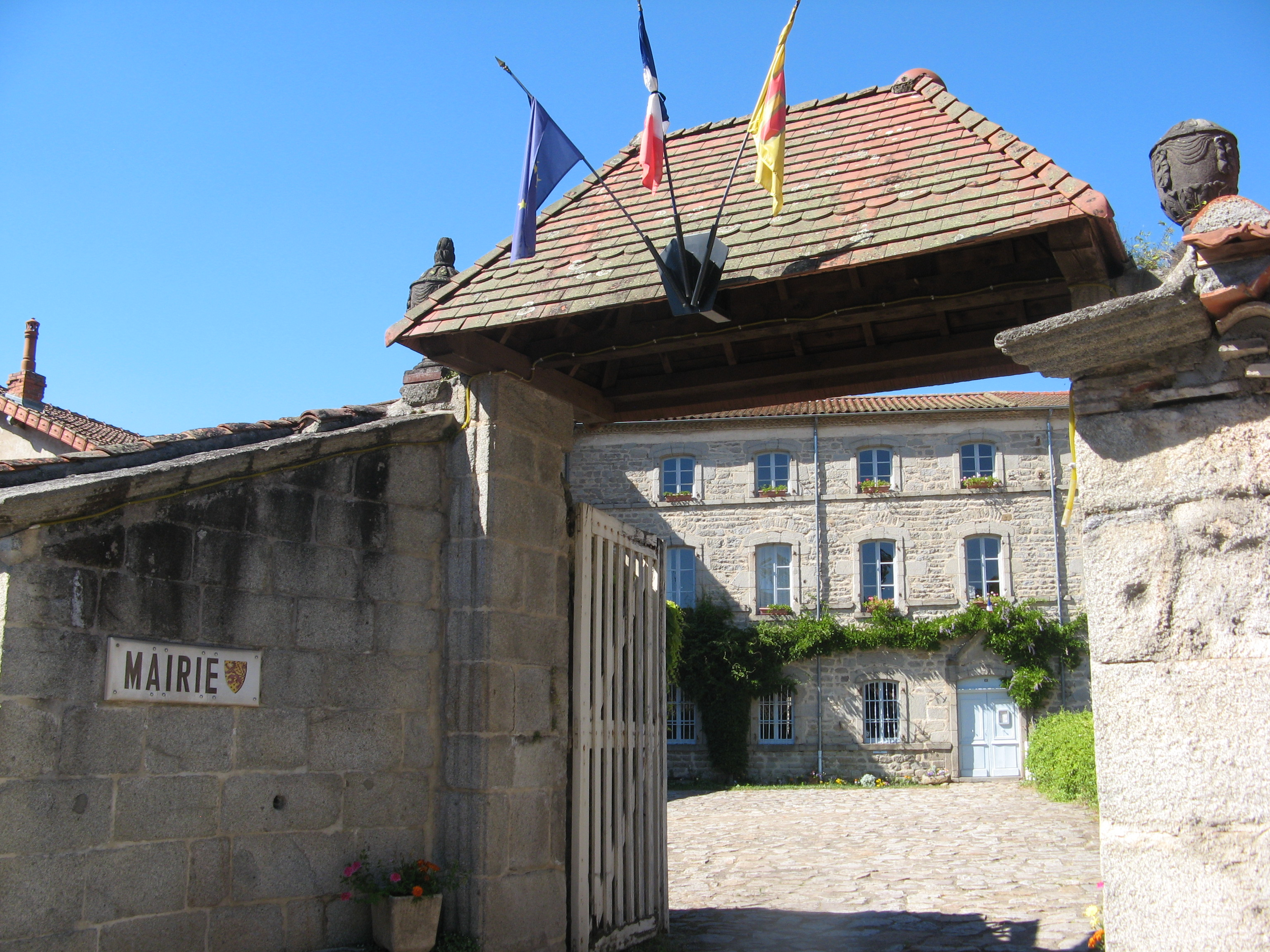
Mairie, ancien hôtel de Costilhes.

| Période                                  | Période                        | Identité            | Étiquette | Qualité                                                           |
| ---------------------------------------- | ------------------------------ | ------------------- | --------- | ----------------------------------------------------------------- |
| Les données manquantes sont à compléter. |                                |                     |           |                                                                   |
| 1961                                     | mars 1977                      | Alphonse Cistel     | PCF       | Conseiller général du canton de Saint-Dier-d'Auvergne (1964-1982) |
| mars 1977                                | 1979                           | François Jothy      | PCF       |                                                                   |
| 1979                                     | mars 1989                      | Jean-Charles Berton |           |                                                                   |
| mars 1989                                | avril 2013 (décès)             | Gérard Cartailler   | DVG       | Conseiller général du canton de Saint-Dier-d'Auvergne (2008-2013) |
| juillet 2013                             | mars 2014                      | Annie Fougère       |           |                                                                   |
| mars 2014 (réélue en 2020)               | En cours (au 4 septembre 2020) | Nathalie Sessa      |           |                                                                   |

## Équipements et services publics

### Enseignement
Saint-Dier-d'Auvergne dépend de l'académie de Clermont-Ferrand. Elle gère une école élémentaire publique.
Les élèves continuent leur scolarité au collège François-Villon, géré par le conseil départemental du Puy-de-Dôme et situé dans la commune. Ils poursuivent ensuite dans les lycées de Thiers (Montdory pour les filières générales et STMG ou Jean-Zay pour la filière STI2D).

### Instances judiciaires
Saint-Dier-d'Auvergne dépend de la cour d'appel de Riom et des tribunaux judiciaire et de commerce de Clermont-Ferrand.

## Population et société

### Démographie
L'évolution du nombre d'habitants est connue à travers les recensements de la population effectués dans la commune depuis 1793. Pour les communes de moins de 10 000 habitants, une enquête de recensement portant sur toute la population est réalisée tous les cinq ans, les populations de référence des années intermédiaires étant quant à elles estimées par interpolation ou extrapolation. Pour la commune, le premier recensement exhaustif entrant dans le cadre du nouveau dispositif a été réalisé en 2004.

En 2022, la commune comptait 549 habitants, en évolution de +8,28 % par rapport à 2016 (Puy-de-Dôme : +2,1 %, France hors Mayotte : +2,11 %).
| 1793  | 1800  | 1806  | 1821  | 1831  | 1836  | 1841  | 1846  | 1851  |
| ----- | ----- | ----- | ----- | ----- | ----- | ----- | ----- | ----- |
| 1 280 | 1 200 | 1 355 | 1 462 | 1 563 | 1 618 | 1 717 | 1 706 | 1 636 |

| 1856  | 1861  | 1866  | 1872  | 1876  | 1881  | 1886  | 1891  | 1896  |
| ----- | ----- | ----- | ----- | ----- | ----- | ----- | ----- | ----- |
| 1 573 | 1 586 | 1 580 | 1 520 | 1 566 | 1 583 | 1 537 | 1 424 | 1 386 |

| 1901  | 1906  | 1911  | 1921  | 1926  | 1931  | 1936  | 1946 | 1954 |
| ----- | ----- | ----- | ----- | ----- | ----- | ----- | ---- | ---- |
| 1 270 | 1 287 | 1 246 | 1 072 | 1 051 | 1 015 | 1 004 | 923  | 864  |

| 1962 | 1968 | 1975 | 1982 | 1990 | 1999 | 2004 | 2006 | 2009 |
| ---- | ---- | ---- | ---- | ---- | ---- | ---- | ---- | ---- |
| 730  | 660  | 611  | 581  | 531  | 551  | 557  | 541  | 577  |

| 2014 | 2019 | 2022 | - | - | - | - | - | - |
| ---- | ---- | ---- | - | - | - | - | - | - |
| 517  | 542  | 549  | - | - | - | - | - | - |

### Sports
- Saint-Dier-d'Auvergne a été la ville-départ de la 15e étape du Tour de France 1978 (étape de Saint-Dier-d'Auvergne à Saint-Étienne de 196 km).

## Culture locale et patrimoine

### Lieux et monuments

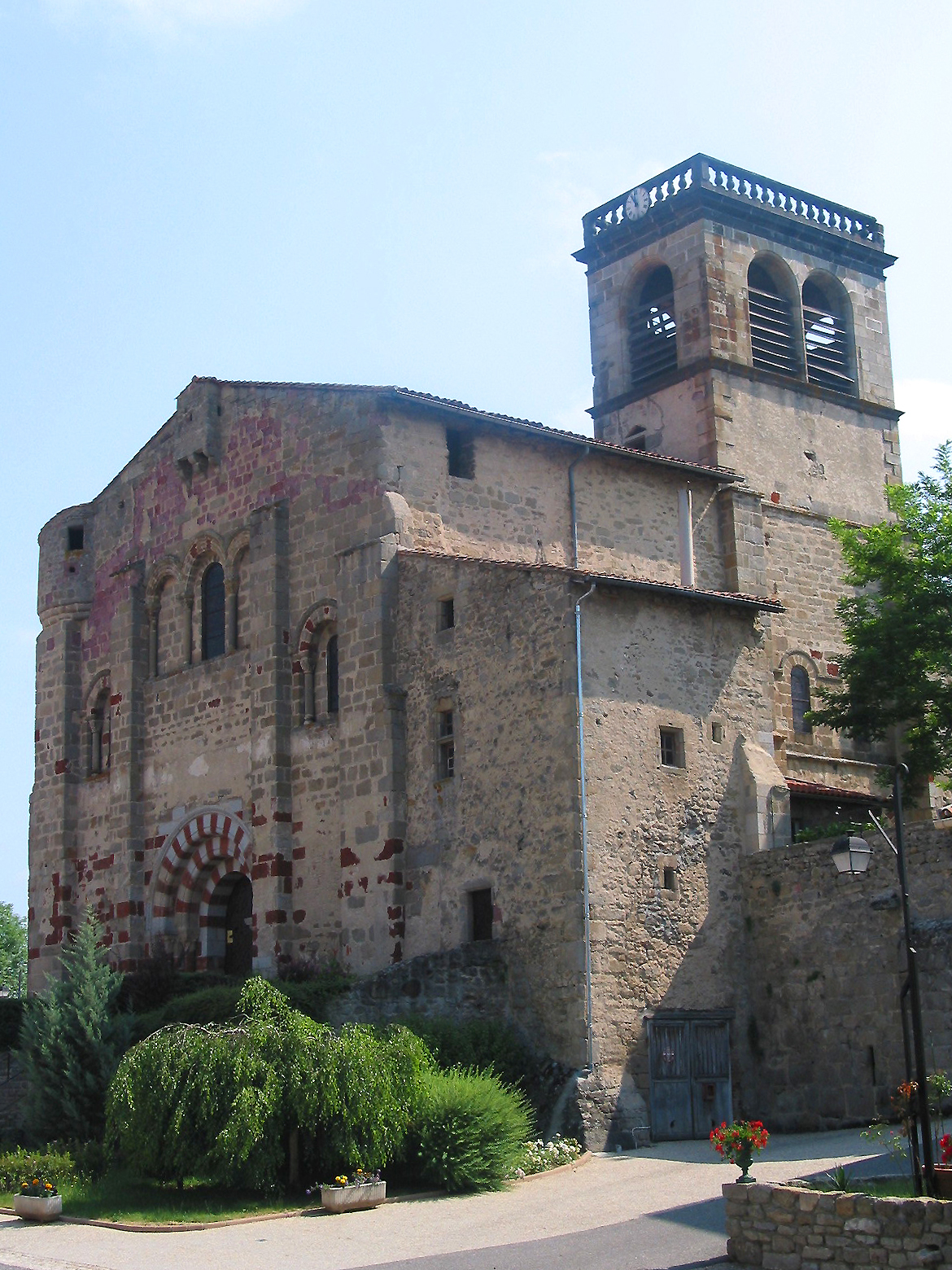
L'église Saint-Didier (XIe siècle).

- Église romane Saint-Didier et ancien prieuré[28] ;
- Hôtel de Costilhes du XVIIIe siècle occupé par la mairie[29] ;
- Château des Martinanches du XIe siècle (à 4,5 km du bourg de Saint-Dier-d'Auvergne en direction d'Ambert) ;
- Château de Boissonnelle du XIe siècle (à 0,5 km du bourg de Saint-Dier-d'Auvergne en direction de Trézioux) ;
- Moulin de Graveyrou (moulin à farine en exploitation).

### Personnalités liées à la commune
- Léon Boudal homme d'église et peintre, fondateur de l'École de Murol.